# 拉萨博特里
拉萨博特里（法語：La Sabotterie，法語發音：[la sabɔtʁi]）是法国阿登省的一个市镇，属于武济耶区。

## 地理
拉萨博特里（49°32'46"N, 4°40'15"E）面积3.64 平方千米，位于法国大東部大區阿登省，该省份为法国北部内陆省份，西接埃纳省，南至马恩省，东临默兹省，北与比利时接壤。
与拉萨博特里接壤的市镇（或旧市镇、城区）包括：沙尼、容瓦勒、拉梅、马尔基尼、图尔特龙。

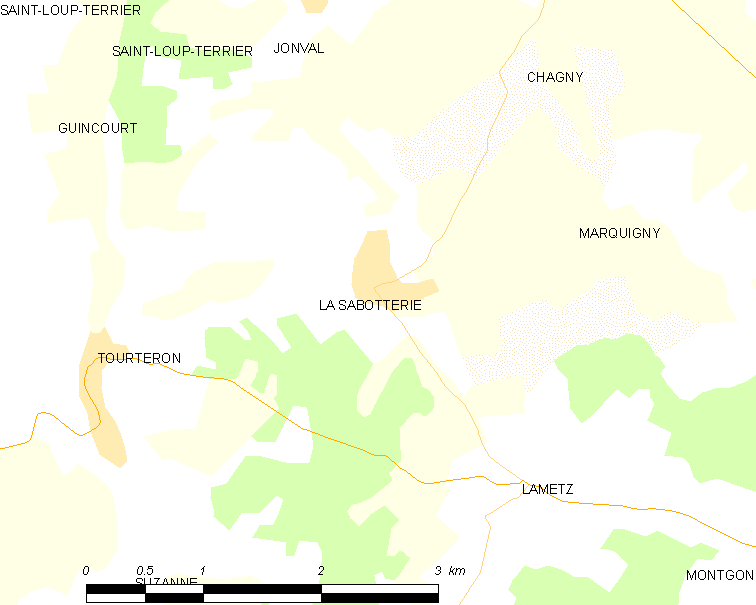
拉萨博特里的OSM定位图

拉萨博特里的时区为UTC+01:00、UTC+02:00（夏令时）。

## 行政
拉萨博特里的邮政编码为08130，INSEE市镇编码为08374。

## 政治
拉萨博特里所属的省级选区为阿蒂尼县。

## 人口

1962-2008年间拉萨博特里人口变化图示

拉萨博特里于2022年1月1日时的人口数量为128人。